# Grisín

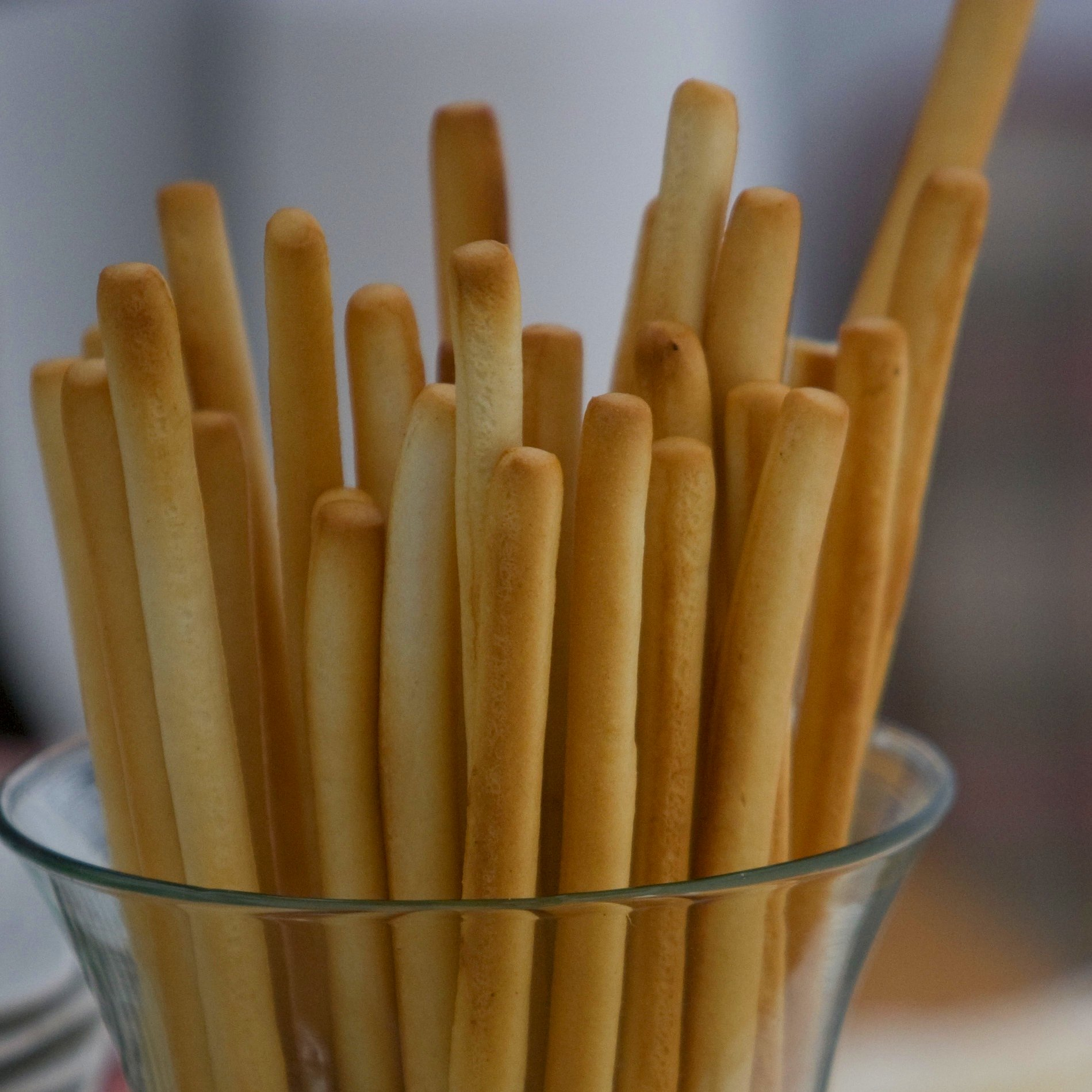
Palillos de pan.

Un grisín o "glisin" (italianismo del Río de la Plata), también llamado colín (en España y Chile), pico en el sur de España o palillo de pan es un tipo de pan de procedencia italiana (grissini) crujiente y de forma fina y alargada. En Uruguay y Argentina,  es común que se sirva antes de la comida en los restaurantes.
En la actualidad se fabrican de diferentes sabores (queso, cebolla, orégano, etc).
En España y Chile, se los llama colines; en Venezuela, se las llama señoritas; en Cuba, se los llama palitroques; en Paraguay se los llama palitos.
No hay que confundir los grisines con las "rosquilletas" de la zona de Valencia, España, porque no se hacen con la misma masa y son más esponjosas y crujientes.